# Lovitura de stat din Niger din 1974
Lovitura de stat din Niger din 1974 a fost o insurecție militară în mare parte fără vărsare de sânge care a răsturnat primul guvern postcolonial din Niger. Guvernul care a urmat, deși a fost afectat și el de tentative de lovitură de stat, a supraviețuit până în 1991.

## Context
Seceta din Sahel din 1968–72 a agravat tensiunile existente în guvernul de partid unic de guvernământ PPN. Tulburări civile generalizate au urmat acuzațiilor potrivit cărora unii miniștri guvernamentali ar fi deturnat stocurile de ajutoare alimentare și l-au acuzat pe președintele Hamani Diori⁠(d) de consolidarea puterii. Diori a limitat numirile în cabinet la colegi Djerma, membrii familiei și prietenii apropiați. În plus, acesta a dobândit noi puteri prin declararea sa ca ministru al afacerilor externe și al apărării. Diori a fost cel mai longeviv lider în cadrul Organizației Unității Africane, care a contribuit la menținerea acestuia și a fost bine cunoscut ca principalul negociator internațional pentru Africa francofonă.
În ciuda faptului că a primit avertismente că Seyni Kountché⁠(d) nu era de încredere încă din 1973, Diori l-a promovat totuși șef de cabinet, în locul lui Balla-Arabé desemnat la Marea Cancelarie. Pe lângă secetă, armata era nemulțumită că era folosită pentru colectarea de taxe și alte activități politice. Cu puțin timp înainte de lovitura de stat, guvernul nigerian a semnat un tratat de apărare reciprocă cu Libia, ceea ce i-a înfuriat pe membrii armatei. Potrivit lui Kountché, peste 3.000 de tone de cereale au fost ținute într-un depozit în așteptarea creșterii prețurilor, iar când i-a adus situația în atenția lui Diori, președintele nu a făcut nimic.

## Lovitura de stat
La 15 aprilie 1974, locotenent-colonelul Seyni Kountché⁠(d) a condus o lovitură de lovitură de stat militară care a pus capăt guvernării de paisprezece ani a lui Diori. Lovitura de stat militară a început la ora 1 în dimineața zilei de 15 aprilie, toate unitățile, cu excepția unei mâini de unități, declarându-se rapid în favoarea liderilor loviturii de stat. Garda personală a președintelui Hamani Diori, Garda Republicană, a fost singura unitate care a rezistat, la ordinele soției lui Diori, Aissa Diori⁠(d). Aceasta și un număr mic de gardieni au fost uciși la palatul prezidențial după zorii zilei de 15 aprilie. Diori, președintele Adunării Naționale, Boubou Hama⁠(d) și câțiva alți politicieni PPN din Niamey au fost arestați în cadrul operațiunii. Regimul lui Diori a fost al douăzeci și cincilea din Africa ce a căzut în urma unei lovituri de stat în unsprezece ani.
Motivele declarate pentru lovitura de stat au fost corupția pe scară largă, lipsa democrației și atenția prea mare acordată afacerilor externe și nu suficient de multă atenție acordată problemelor interne. S-a crezut în mod obișnuit că Franța a fost implicată într-un fel în lovitură de stat din cauza legăturilor sale cu industria uraniului din Niger, pe care a monopolizat-o. Cu toate acestea, imediat după lovitură de stat, Kountché a ordonat expulzarea comandantului șef al garnizoanei franceze din Niger, urmată de restul trupelor câteva săptămâni mai târziu. Kountché a susținut că francezii semănau disensiuni și erau condescendenți față de militarii nigerieni.

## Urmări
Diori a fost încarcerat până în 1984 și a rămas în arest la domiciliu.  Primele acte oficiale ale lui Kountché au fost suspendarea Constituției, dizolvarea Adunării Naționale, interzicerea tuturor partidelor politice și eliberarea prizonierilor politici . Un Consiliu Militar Suprem (CMS) a fost înființat la 17 aprilie 1974, cu Kountché în calitate de președinte. Mandatul declarat al acestuia a fost acela de a distribui ajutorul alimentar în mod echitabil și de a restabili moralitatea în viața publică. Ca urmare, armata a înființat patru centre de distribuție a cerealelor în Zinder, Maradi, Birni-N'Konni și N'guigmi și a transportat importante bunuri de ajutorare în caz de secetă. Arahidele au fost distribuite fermierilor pentru combaterea foametei și nu pentru agricultură. Consiliul militar s-a angajat să onoreze toate acordurile internaționale, reducând probabilitatea unei răsturnări străine a loviturii de stat.
Un Consiliu Național pentru Dezvoltare (CND) consultativ a înlocuit Adunarea Națională. Datorită politicilor alimentare ale noii administrații, sprijinul pentru lovitura de stat a fost mare în rândul populației Nigerului. Deși partidele politice au fost scoase în afara legii, activiștilor opoziției care au fost exilați în timpul regimului lui Diori li s-a permis să se întoarcă în Niger, cu condiția să evite activitatea politică. În august 1975, maiorul Sani Souna Sido a încercat o lovitură de stat împotriva lui Kountche, care a fost rapid suprimată, Sido fiind executat. La 21 februarie 1976, regimul a numit o majoritate de civili în cabinet. Alte două tentative de lovitură de stat au avut loc la 15 martie 1976 și la 5 octombrie 1983, dar ambele au eșuat.
Deși a fost o perioadă de relativă prosperitate, guvernul militar din acea perioadă a permis foarte puțină libertate de exprimare și s-a implicat în încarcerări și crime arbitrare. Primele alegeri prezidențiale au avut loc în 1993 (la 33 de ani de la independență), iar primele alegeri municipale au avut loc abia în 2007.